# Manyika
Manyika è un ward dello Zambia, parte della Provincia di Lusaka e del Distretto di Chongwe.